# Septoria pittieriana
Septoria pittieriana är en svampart som beskrevs av Syd. 1930. Septoria pittieriana ingår i släktet Septoria och familjen Mycosphaerellaceae.   Inga underarter finns listade i Catalogue of Life.